# Geminatio
Geminatio – figura retoryczna polegająca na powtórzeniu wyrazu, zdania lub zwrotu. Wyraz powtórzony musi mieć zachowaną formę oraz funkcje w zdaniu.